# Guwosobokerto
Guwosobokerto is een bestuurslaag in het regentschap Jepara van de provincie Midden-Java, Indonesië. Guwosobokerto telt 2207 inwoners (volkstelling 2010).